# Algimantas Povilas Tauras
Algimantas Povilas Tauras (* 30. Oktober 1933 in Tylinava bei Nemunėlio Radviliškis, Rajongemeinde Biržai) ist ein litauischer Politiker.

## Leben
Von 1954 bis 1957 leistete er den Sowjetarmeedienst in Aschchabad. 1968 absolvierte er das Diplomstudium der Radiotechnik an der Fakultät für Radioelektronik am Kauno politechnikos institutas.
Von 1960 bis 1977 war er Meister in den technischen Berufsschulen, stellvertretender Direktor, von 1978 bis 1992 Direktor der Schule für angewandte Kunst in Kaunas.
Von 1992 bis 1996 war er Mitglied im Seimas.
Von 1960 bis 1990 war er Mitglied der Lietuvos komunistų partija, danach der LDDP.
Er ist verheiratet. Mit Frau Elena hat er den Sohn Rimantas und die Tochter Jolita.